# FK Saliutas Vilnius
El FK Saliutas Vilnius fue un equipo de fútbol de Lituania que alguna vez jugó en la A Lyga, la primera división de fútbol en el país.

## Historia
Fue fundado en el año 1950 en la capital Vilnius con el nombre KN Vilnius como un equipo de fútbol de oficiales militares luego de la ocupación de la Unión Soviética al finalizar la Segunda Guerra Mundial.
El club cambió de nombre varias veces, las cuales fueron:
- 1945–51 : Karininkų namai (KN Vilnius)
- 1951–52 : Saliutas
- 1952–56 : Karininkų namai
- 1956–62 : Raudonoji žvaigždė
- 1962–68 : Saliutas

El equipo fue campeón de la A Lyga en tres ocasiones y ganó la Copa de Lituania 2 veces, aunque el club desaparece en el año 1968 para cederle su lugar al FK Pažanga Vilnius.

## Palmarés
- Lithuanian SSR Top League (3): 1952, 1958-1959, 1967
- Tiesa Cup (2): 1952, 1963